# Filmul cu Goofy: Peripeții în familie
A Goofy Movie este un film de animație din 1995, produs de Disney Toon Studios și lansat inițial de Walt Disney Pictures.